# Claire Liesenberg

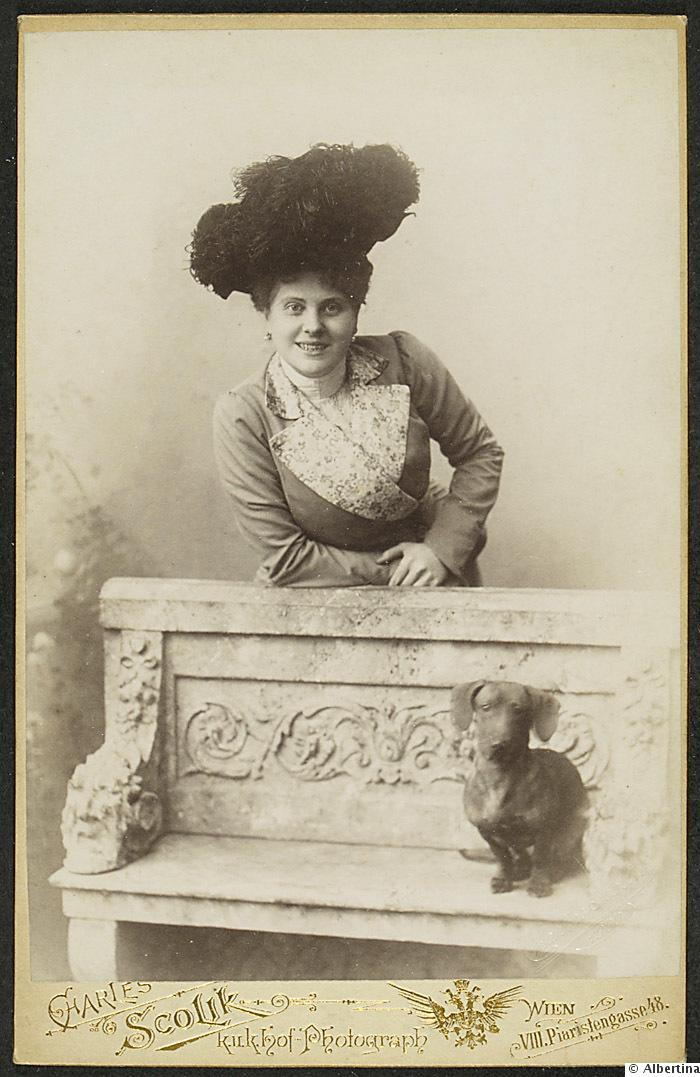
Claire Liesenberg im Jahr 1900

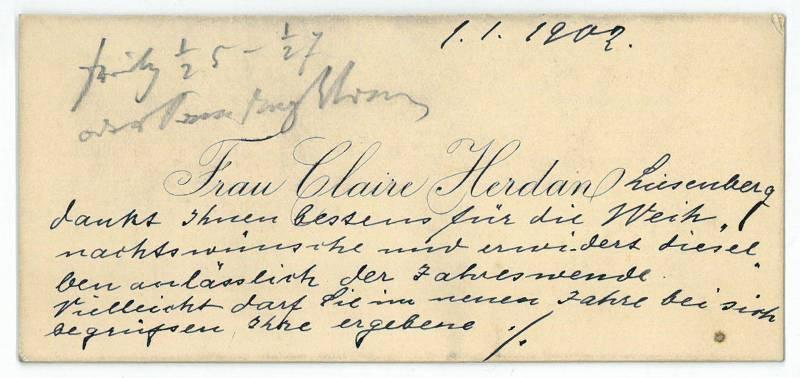
Beschriebene Visitenkarte vom 1. Januar 1902

Claire Liesenberg (zuletzt bürgerlich Klara Herdan; * 29. Mai 1873 in Hamburg; † 25. Mai 1930 in Wien) war eine Schauspielerin, die vor allem in Österreich tätig war.

## Leben
Claire Liesenberg wurde als Klara Berta Liesenberg in Hamburg geboren und hatte laut den Memoiren ihrer Tochter eine Schwester. Sie gelangte von der Bühne in Brünn direkt ans Burgtheater.
Aus ihrer 1897 in Wien geschlossenen Ehe mit Dr. Maurice Herdan stammte die 1901 geborene Tochter Alice Herdan-Zuckmayer. Claire Liesenbergs Schwiegersohn Carl Zuckmayer schilderte in einem Brief an Annemarie Seidel vom 27. März 1930 ausführlich ihren Tod: Liesenberg habe sich, in dem Wunsch, ihre Gesundheit zu ruinieren und auf Kosten Zuckmayers in ein Sanatorium geschickt zu werden, zu Tode getrunken. Sie starb am 25. Mai 1930 im Lainzer Krankenhaus, in ihrem Totenbeschaubefund ist als Todesursache „Herzmuskelentartung, Lungenödem, Vergiftung?“ angegeben. Ihre Leiche wurde gerichtlich obduziert und am 29. Mai 1930 in der Feuerhalle Simmering kremiert.